# Love and Honor – Bushi no ichibun
Love and Honor – Bushi no ichibun (jap. 武士の一分, Bushi no Ichibun, dt. „Die Ehre eines Kriegers“) ist ein japanisches Historiendrama von Regisseur Yōji Yamada aus dem Jahr 2006. Die Inszenierung ist der abschließende Teil von Yamadas sogenannter „Samurai-Trilogie“, bestehend aus Samurai der Dämmerung (2002), The Hidden Blade (2004) und eben Love and Honor – Bushi no ichibun (2006). Als literarische Vorlage dient die Kurzgeschichte Mōmokuken Kodamagaeshi (盲目剣谺返し) aus Shūhei Fujisawas Kakushi Ken Shūfūshō (隠し剣秋風抄). Das tragische Werk handelt von einem jungen Invaliden, der sich trotz eines drohenden gesellschaftlichen Abstiegs würdevoll die Liebe zu seiner Gattin bewahrt.
Der Samuraifilm erlebte als Eröffnungsfilm der Sektion Panorama Special am 9. Februar 2007 im Rahmen der 57. Internationalen Filmfestspielen von Berlin seine Europapremiere; 2003 und 2005 liefen die ersten beiden Teile im Berlinale-Wettbewerb. Das Werk, angesiedelt in der Endzeit der Samurai-Ära, kam am 13. März 2008 in Originalsprache mit Untertiteln in die Lichtspielhäuser der deutschsprachigen Schweiz.

## Handlung
Im ausgehenden 19. Jahrhundert, als durch technologische und verwaltungstechnische Modernisierung die Westernisierung der japanischen Gesellschaft einsetzte, droht dem Samurai-Stand ein Abgleiten in Funktionslosigkeit und Armut. Die sich anbahnende Meiji-Restauration läutet später den Niedergang des Kriegerstandes ein.
Der junge Shinnojo Mimura ist Samurai niederen Ranges, der am Hof eines Daimyō täglich mit Gleichgesinnten das Essen vorkostet. Den gebrechlichen Landesfürsten und Lehnsherrn bekommt er nie zu Gesicht. Die demütigende Pflicht stimmt ihn unzufrieden. Sein Traum ist es, ein Kendō-Dōjō für Kinder aus allen Gesellschaftsschichten zu eröffnen. Fehlender Mut und die sichere Anstellung bei Hofe lassen den 30-Koku-Samurai zögern.
Eines regnerischen Tages schlägt das Schicksal erbarmungslos zu. Die vorzukostende Mahlzeit, eine falsch zubereitete Muschel, lässt Shinnojo erkranken. Die Lebensmittelvergiftung führt zu Bewusstlosigkeit, hohem Fieber und letztlich zur irreparablen Schädigung der Netzhaut. Der den Bushidō-Kodex lebende Samurai erblindet, seine Anstellung bei Hofe kann er nicht mehr halten. Shinnojo und seine fürsorgliche Frau Kayo, als auch sein getreuer Diener Tokuhei blicken fortan in eine ungewisse Zukunft. Der zurückhaltende, melancholisch-ernste Invalide fristet fortan ein demütigendes Dasein, betreut von Kayo, die kaum von seiner Seite weicht.
Aus tiefer Liebe beginnt Kayo schließlich mit Heimlichkeiten, die ihren hilfsbedürftigen Mann vor einem Ehrverlust bewahren sollen. Die Verwandten versuchen ebenfalls zu helfen. Der Familienrat tagt. Etwas übereilt wird eine persönliche Vorsprache Kayos bei dem hochrangigen Samurai Tōya Shimada beschlossen, um die Leibrente für den invaliden Shinnojo sicherstellen. Der zwielichtige Tōya nutzt die Bedürftigkeit der Bittstellerin und erpresst Kayo zur Liebe, bleibt aber untätig.
Aufgrund der guten Pflege Kayos gewöhnt sich Shinnojo nach und nach an seine Blindheit. Zeitlich versetzt gewährt der Daimyō seinem treuen Untergebenen eine lebenslange Leibrente für dessen Pflichterfüllung – ohne Zutun des einflussreichen Tōya. Dessen dubioses Hilfsangebot erweist sich als dramatische Lüge. Als Shinnojo das Gerücht zugetragen wird, Kayo betrüge ihn, bricht für den auf fremde Hilfe angewiesenen Mann eine Welt zusammen. Verbittert lässt er Kayo beschatten. Diese gesteht letztlich den erzwungenen Ehebruch, woraufhin sie vom eifersüchtigen Gatten verstoßen wird. Wochen später erfährt Shinnojo, dass Tōya Kayo absichtlich getäuscht hat. Der Sehbehinderte Samurai schwört daraufhin Rache. Angeleitet von einem Schwertkampfmeister, beginnt er ein aussichtslos erscheinendes Training. Schließlich fordert er den ehrlosen Samurai Tōya, einen renommierten Schwertkämpfer, zum Duell. In einem Kraftakt kann Shinnojo seinen Widersacher schwer verletzten, so dass dieser den ritualisierten Selbstmord wählt. Am Ende des Films nimmt Shinnojo seine innig geliebte Kayo wieder vertrauensvoll auf.

## Kritiken
Das Lexikon des internationalen Films bezeichnet die Produktion als „bildgewaltiges Kammerspiel mit verhaltener Schauspielführung“. Gerhard Midding lobt in der Berliner Zeitung die Inszenierung. Yamada werfe „liebevoll“ einen Blick „in den Alltag, in das häusliche Leben eines Samurai“. Der Regisseur begleite „seine Figuren auf ihrem Parcours“ und greife ihre „Bewegungen wie ein sie zärtlich behütender Vertrauter auf.“

## Auszeichnungen
Japanese Academy Awards
- 2007: Zehn Nominierungen: Bester Film, Beste Regie, Bestes Drehbuch, Bester Hauptdarsteller[4], Beste Hauptdarstellerin, Bestes Szenenbild, Bester Schnitt, Beste Musik, Bester Ton und Beste Nebendarstellerin
- 2007: Auszeichnung in der Kategorie Beste Kamera für Mutsuo Naganuma
- 2007: Auszeichnung in der Kategorie Bester Nebendarsteller für Takashi Sasano
- 2007: Auszeichnung in der Kategorie Beste Beleuchtung für Takeshi Nakasu

Asian Film Awards
- 2007: Nominierung in der Kategorie Bester Film

Blue Ribbon Awards
- 2007: Auszeichnung in der Kategorie Beste Nachwuchsdarstellerin für Rei Dan

Kinema-Jumpō-Preis
- 2007: Auszeichnung in der Kategorie Beste Nachwuchsdarstellerin für Rei Dan
- 2007: Auszeichnung in der Kategorie Bester Nebendarsteller für Takashi Sasano (gemeinsam mit Teruyuki Kagawa)

Mainichi Eiga Concours
- 2007: Auszeichnung in der Kategorie Bester Nebendarsteller für Takashi Sasano (ebenfalls für A Hardest Night!!)
- 2007: Sponichi Grand Prix für die Beste Nachwuchsdarstellerin: Rei Dan

Nikkan Sports Film Awards
- 2007: Ishihara-Yūjirō-Preis
- 2007: Auszeichnung in der Kategorie Bester Hauptdarsteller für Takuya Kimura
- 2007: Auszeichnung in der Kategorie Bester Nebendarsteller für Takashi Sasano

Internationales Filmfestival Shanghai
- 2007: Goldenen Pokal in der Kategorie Beste Musik für Isao Tomita